# Eugene Rhuggenaath

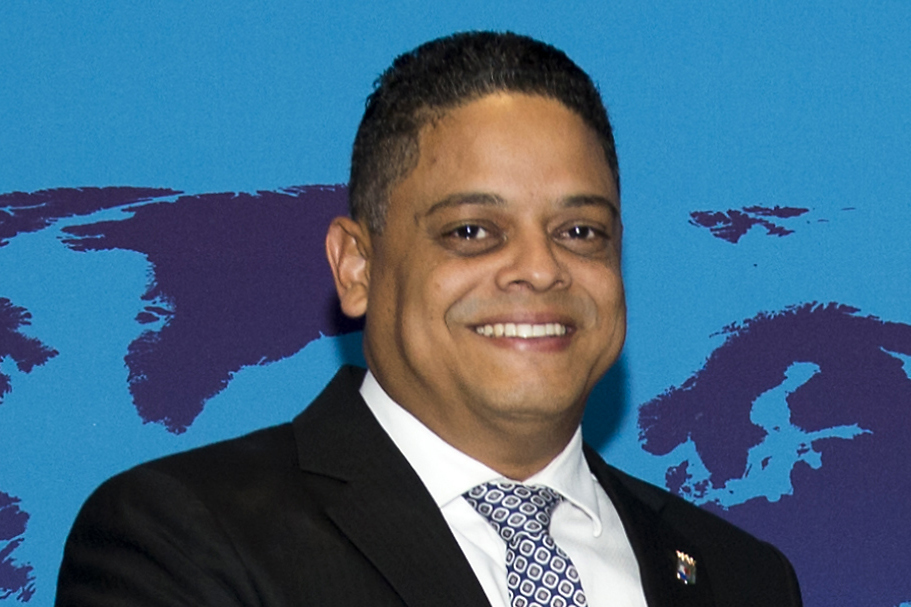
Eugene Rhuggenaath

Eugene Rhuggenaath (geboren am 4. Februar 1970) ist ein curaçaoischer Politiker, der zwischen dem 29. Mai 2017 und dem 14. Juni 2021 als siebter Premierminister von Curaçao amtierte. Zuvor war er 2016 Minister für wirtschaftliche Entwicklung im Koeiman-Kabinett. Er war Mitglied des Inselrats (2003–2009) und Mitglied des Parlaments bis 2021.

## Amtszeit
Bei den Parlamentswahlen 2017 auf Curaçao erhielt seine Partei die meisten Stimmen. Rhuggenaath wurde vom Gouverneur zum Formateur ernannt, um eine Koalitionsregierung zu bilden.
Am 29. Mai 2017 wurde Rhuggenaath als Premierminister vereidigt.
Am 29. September 2017 hielt Rhuggenaath auf der Curaçao Gay Pride eine Rede, in der er zu mehr Akzeptanz aufrief; Aktivisten nannten die Rede „historisch“.
Während der COVID-19-Krise im Jahr 2020 weigerte sich Rhuggenaath zunächst, ein finanzielles Hilfspaket der Niederlande zu akzeptieren, da es Unstimmigkeiten über Gehaltskürzungen und Arbeitsreformen gab, die von den Niederlanden vorangetrieben wurden. Letztendlich wurden die Bedingungen des finanziellen Hilfspakets akzeptiert, die Bedingungen wurden jedoch  nicht umgesetzt. Gleichzeitig erhöhten Rhuggenaath und sein Kabinett ihre Gehälter, um die Bedingungen des Finanzhilfepakets zu unterlaufen. In der Zwischenzeit war die  Staatsverschuldung auf rund 100 Prozent des BIP angestiegen, nachdem die Niederlande 2010 ein Schuldenerlasspaket zur Verfügung gestellt hatten, das die Staatsverschuldung im Verhältnis zum BIP auf 28 Prozent senkte. Darüber hinaus senkte Standard and Poor’s Sovereign Ratings seine Erwartungen aufgrund der finanziellen Misswirtschaft vor der COVID-19-Krise, und die Finanzaufsichtsbehörde hatte die Regierung Rhuggenaath bereits vor der COVID-19-Krise mehrmals darauf hingewiesen, dass sie gegen die Schuldenregeln verstößt, die ihr im Rahmen des von den Niederlanden 2010 durchgeführten Schuldenerlasses auferlegt wurden.
Die beiden Regierungen einigten sich im Oktober 2020 auf eine Vereinbarung, die Curaçao mehr Autonomie und Macht über COVID-19-Investitionen und -Darlehen gab.
Rhuggenaath wurde bei den Parlamentswahlen 2021 in das Parlament von Curaçao gewählt, verzichtete aber auf seinen Sitz.